# Canaille Peluche
 (décembre 2021).
Canaille Peluche est une émission de télévision française pour la jeunesse créée par François Arrignon et Christian Mouchart et diffusée entre le 24 décembre 1990 et le 1er septembre 1995 en crypté sur Canal+ du lundi au vendredi à 18 h, puis rediffusée le lendemain matin.
Avec le départ des auteurs d'origine, Canaille Peluche évolue pour devenir une série d'aventures amusantes et éducatives. L'invention du Spiralor, un gadget qui permet aux personnages principaux de voyager dans le temps, va être une source de trouvailles visuelles et scénaristiques.
De nombreux comédiens participeront aux tournages. Canaille Peluche devient une production ambitieuse avec des constructions de décors de plus en plus sophistiqués (réalisés par Mamar et Denis). Les animateurs de la chaîne cryptée viendront faire des apparitions. On verra donc Philippe Gildas venir interpréter Sherlock Holmes, Bruno Solo en Frankenstein, Jérôme Bonaldi jouer les James Bond ou Moustic grimé en Filochard.
Lorsque Valérie Payet part co-animer Nulle part ailleurs avec Philippe Gildas, l'émission est alors réduite On retrouve Corbac, Corbec et Amanda  dans une simplicité de décors. 
Le titre de l'émission est un jeu de mots basé sur le nom du diffuseur, Canal Plus.
L'émission débute 24 décembre 1990 avec Valérie Payet, Philippe Dana, deux marionnettes, Corbec et Corbac (personnages issus de la série britannique Winjin' pom, qui sera d'ailleurs diffusée dans l'émission), ainsi que, pour la première fois au monde, un personnage virtuel animé en temps réel : Mat le Fantôme. Ils introduisent la série télévisée d'animation du jour par de petits sketches de quelques minutes. le 1er septembre 1995, après plus de 700 numéros quotidiens, Canaille Peluche s'arrête définitivement. Corbec et Corbac continueront d'apparaître dans l'émission suivante, Le Dessin animé.

## Acteurs / Équipe
- Valérie Payet : Valérie
- Alexandre Pottier : Le Chef
- Philippe Dana : Philippe
- Yves Brunier : Corbac (voix)
- Gérard Camoin : Corbec (voix)
- Jean Godement : Corbec / Corbac (Marionnettiste)
- Martine Palmer : Corbec / Corbac (Marionnettiste)
- Clara Finster :  Mat le Fantôme (voix)
- Josette Stein :  La Goulue/ Amanda (Marionnettiste)
- Maureen Dor : Remplaçante de Valérie

- François Arrignon : Auteur
- Christian Mouchart : Auteur
- Stéphane Allegret: Auteur
- Jean-Michel Baëza: Auteur
- Véronique Herbaut : Auteur

- Tanino Liberatore : Créateur graphique du personnage de Mat le Fantôme

## Séries télévisées
Voici des exemples de séries animées qui ont été diffusées dans ce programme jeunesse : 
- Albert le cinquième mousquetaire
- Baby Folies
- Beetlejuice (série télévisée d'animation)
- Capitaine Planète
- Coup de bleu dans les étoiles (à partir du 30 août 1993)
- Des Souris à la Maison-Blanche
- Détective Bogey
- Doug
- Gargoyles, les anges de la nuit 1re saison
- Il était une fois... les Amériques
- Il était une fois... les Découvreurs
- Insektors
- James Bond Junior
- La Famille Addams, série d'animation dérivée du film
- La Brigade des rêves
- La Légende de l'Île au trésor
- Le gang des déjantés
- Le Tourbillon noir
- Les Aventures de Carlos
- Les Contes du chat perché (à partir du 26 décembre 1994)
- Les Cow-Boys de Moo Mesa (à partir du 28 mai 1995)
- Les Crocs malins
- Les Enfants du Mondial
- Les Razmoket
- Les Voyages de Corentin
- Mighty Max
- Omer et le Fils de l'Étoile
- Orson et Olivia
- Reboot
- Reporter Blues
- Robinson Sucroë
- Rocko & Co.
- Rosie la chipie
- Santo Bugito
- Sonic CD
- Super Zéro
- Winjin' pom
- X-Men